# Julius Axmann
Julius Axmann (12. dubna 1858 Vídeň– 12. prosince 1929 Vídeň) byl rakouský křesťansko sociální politik, na přelomu 19. a 20. století poslanec Říšské rady.

## Biografie
Profesí byl obchodním úředníkem. Angažoval se politicky, patřil k prvním stoupencům Karla Luegera a Křesťansko sociální strany Rakouska. Od konce 19. století byl poslancem Dolnorakouského zemského sněmu. Jako poslanec se zasazoval o zlepšení podmínek pro vojáky a nižší důstojníky. V roce 1908 byl zvolen za okrsek Neubau do Vídeňské obecní rady. Založil výrobní družstvo tkalců z Waldviertelu a roku 1899 spoluzakládal úřednickou nemocenskou pokladnu Collegialität.
Na konci 19. století se zapojil i do celostátní politiky. Ve volbách do Říšské rady roku 1897 získal mandát v Říšské radě (celostátní zákonodárný sbor) ve všeobecné kurii, obvod Vídeň, VII., VIII., IX., XIV. a XV. okres. Za týž obvod mandát obhájil i ve volbách do Říšské rady roku 1901. Uspěl také ve volbách do Říšské rady roku 1907, konaných poprvé podle všeobecného a rovného volebního práva, za obvod Dolní Rakousy 14. Profesně byl k roku 1907 uváděn jako obecní radní a ředitel. Z hlediska klubové příslušnosti se k roku 1909 uvádí jako nezařazený poslanec, dříve křesťanský sociál.